# Pirdop
Pirdop (în bulgară Пирдоп) este un oraș în Bulgaria. Aparține de  Obștina Pirdop, Regiunea Sofia. Industria metalurgiei neferoase (prelucrarea cuprului).

## Demografie
Componența etnică a orașului Pirdop
     Bulgari (87,72%)
     Romi (3,13%)
     Nicio identificare (8,12%)
     Altele (1,25%)
La recensământul din 2011, populația orașului Pirdop era de 7.485 locuitori. Din punct de vedere etnic, majoritatea locuitorilor (87,72%) erau bulgari, cu o minoritate de romi (3,13%). Pentru 8,12% din locuitori nu este cunoscută apartenența etnică.